# Martin Peroutka
Martin Peroutka (* 25. června 1951) je český podnikatel, majitel tiskárny, bývalý československý politik, po sametové revoluci poslanec Sněmovny lidu Federálního shromáždění za Občanské fórum.

## Biografie
Roku 1970 absolvoval Střední průmyslovou školu elektrotechnickou v Kladně. Pak až do roku 1990 působil na různých pozicích v podniku Poldi Kladno. V roce 1989 v této továrně zakládal organizaci Občanského fóra. Profesně byl k roku 1990 uváděn jako technik Poldi Kladno, bytem Kamenné Žehrovice.
V prosinci 1989 zasedl v rámci procesu kooptací do Federálního shromáždění po sametové revoluci do Sněmovny lidu (volební obvod č. 19 – Kladno, Středočeský kraj) jako bezpartijní poslanec, respektive poslanec za Občanské fórum. Ve Federálním shromáždění setrval do konce funkčního období, tedy do svobodných voleb roku 1990.
V roce 1990 založil podnik Tiskárna Martin Peroutka, který se k roku 2009 uváděl mezi deseti největšími výrobci v sektoru papírenské, obalové a polygrafické produkce v České republice.[zdroj?]